# Gao Fenglian
Gao Fenglian (15 d'octubre de 1964) és una esportista xinesa que va competir en judo, guanyadora de sis medalles al Campionat Mundial de Judo entre els anys 1984 i 1989, i quatre medalles al Campionat Asiàtic de Judo els anys 1985 i 1988.

## Palmarès internacional
| Campionat Mundial | Campionat Mundial           | Campionat Mundial | Campionat Mundial |
| Any               | Lloc                        | Medalla           | Categoria         |
| ----------------- | --------------------------- | ----------------- | ----------------- |
| 1984              | Viena ( Àustria)            | 2                 | +72 kg            |
| 1984              | Viena ( Àustria)            | 3                 | Oberta            |
| 1986              | Maastricht ( Països Baixos) | 1                 | +72 kg            |
| 1987              | Essen ( RFA)                | 1                 | +72 kg            |
| 1987              | Essen ( RFA)                | 1                 | Oberta            |
| 1989              | Belgrad ( Iugoslàvia)       | 1                 | +72 kg            |
| Campionat Asiàtic |                             |                   |                   |
| Any               | Lloc                        | Medalla           | Categoria         |
| 1985              | Tòquio ( Japó)              | 1                 | +72 kg            |
| 1985              | Tòquio ( Japó)              | 1                 | Oberta            |
| 1988              | Damasc ( Síria)             | 1                 | +72 kg            |
| 1988              | Damasc ( Síria)             | 1                 | Oberta            |